# Retención urinaria
La retención urinaria es la incapacidad de un individuo de orinar pese a tener la vejiga llena, con su consecuente aumento de volumen, lo que se conoce como globo vesical. Antiguamente se denominaba iscuria.

## Diagnóstico

### Síntomas
- Dolores al nivel del hipogastrio.
- Ausencia de micción durante varias horas
- Confusión, estado de agitación.
- Dificultad para comenzar a orinar
- Dificultad para vaciar la vejiga de forma completa
- Flujo o goteo de orina débiles
- Pérdidas de pequeñas cantidades de orina durante el día
- Incapacidad para sentir cuándo la vejiga está llena

### Examen físico
El examen físico muestra una masa en el bajo vientre, por encima del pubis, redondeada, extendida y con un sonido mate a la percusión.

### Diagnóstico diferencial
- Anuria: ausencia de producción de orina durante un estado de shock.
- Fecaloma: puede estar asociado o puede entrañar una retención aguda de orina y puede causar igualmente confusión.

### Otras formas
Retención urinaria crónica :
- Pesadez pelviana
- Polaquiuria
- Disuria
- Chorro de orina reducido
- Sensación de mal vaciado vesical

### Complicaciones
La más frecuente de las complicaciones es la infección urinaria: cistitis primeramente y posteriormente pielonefritis.
Cuando es crónica, la retención provoca una distensión de la vejiga con atonía del detrusor, hipertrofia del detrusor o formación divertículos vesicales. La retención urinaria podría provocar un reflujo de la orina hacia los riñones, que causaría una hidronefrosis.

## Etiología

### Causas prostáticas en varones
- Hiperplasia benigna de próstata (adenoma de próstata)
- Cáncer de próstata

### Causas uretrales
- Cálculo o trombo sanguíneo en la uretra
- Un tumor
- Hipoactividad vesical
- Fimosis
- Válvula de la uretra posterior
- Estenosis uretral traumática
- Compresión uretral extrinseca: fecaloma, tumor pelviano

### Medicamentos
- anticolinérgicos (parasimpaticolíticos) (antispasmódicos, antidepresivos tricíclicos, ciertos antiálgicos)
- antiparkinsonianos
- antihistamínicos
- antihipertensivos
- opiáceos y opioides

### Causas neurológicas
Problema esfinteriano de origen neurológico: 
- paraplejia,
- síndrome de cauda equina,
- esclerosis en placa

## Tratamiento
El objetivo es evacuar la orina. Se requiere un sondaje urinario o una punción subpubiana en caso de persistencia. Se realiza un pinzado para evitar un desgarro de la vejiga. Puede emplearse un medicamento alfa bloqueador en primera instancia para evitar recaídas en varones con hipertrofia benigna de la próstata.